# Adenbüttel

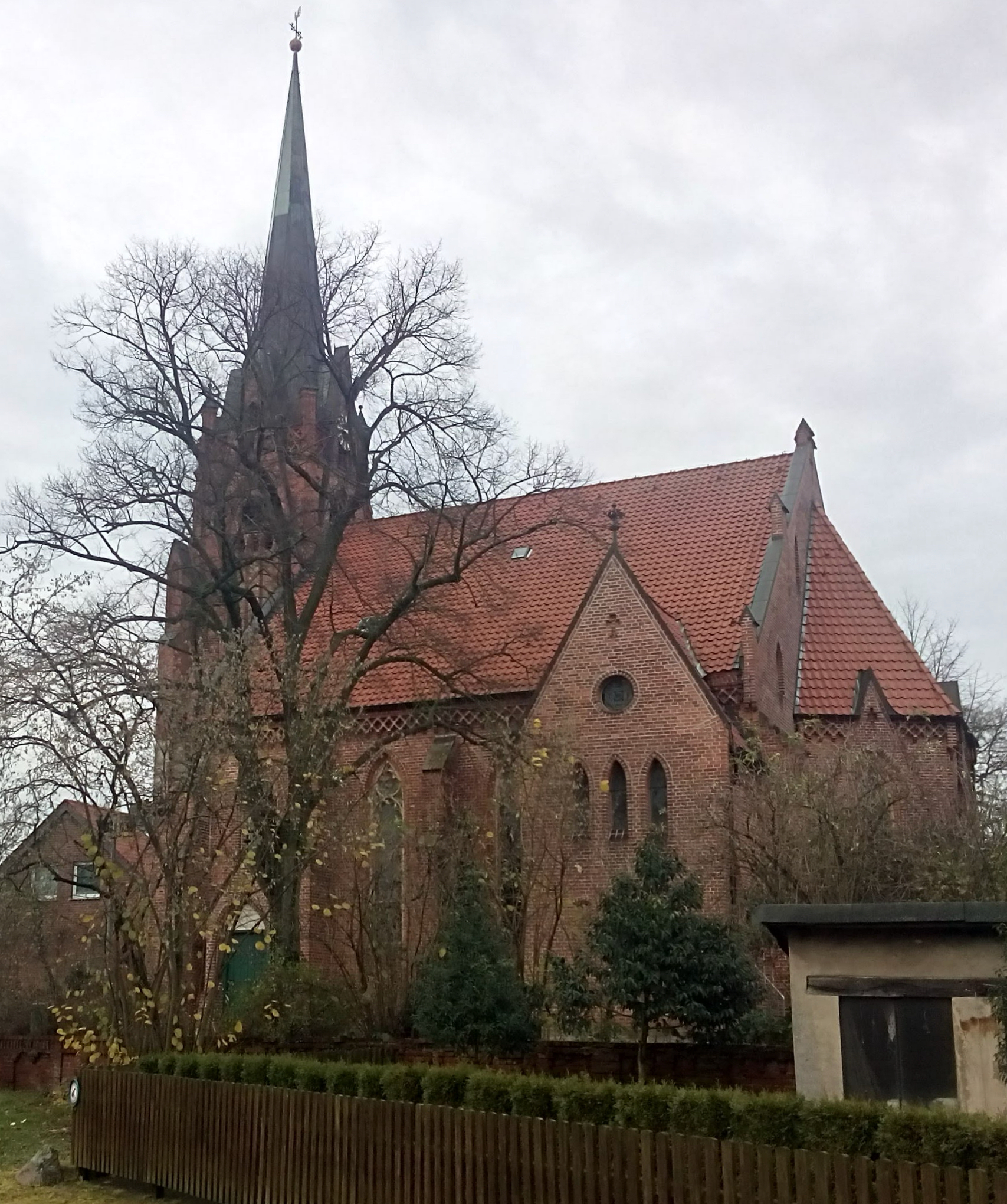
St.-Marienkirche Adenbüttel

Adenbüttel ist eine Gemeinde im Landkreis Gifhorn in Niedersachsen und umfasst die Ortsteile Adenbüttel und Rolfsbüttel. Ebenfalls dazu gehören die Ansiedlungen Algesbüttel, Hackeln, Heseberg, Hestern und Warxbüttel.

## Geographie

### Geographische Lage
Die Gemeinde Adenbüttel liegt auf dem nordöstlichen bis zentralen Teil der Papenteicher Hochfläche und gehört der Samtgemeinde Papenteich an, die ihren Verwaltungssitz in Meine hat. Östlich des Ortes Adenbüttel entsteht die Vollbütteler Riede.

### Nachbargemeinden
* Entfernungsangaben beziehen sich jeweils auf die Entfernung bis zum Ortszentrum.
|                             | Stadt Gifhorn (16 km)      |                              |  |                         |
| Ortsteil Rolfsbüttel (3 km) |                            | Gemeinde Rötgesbüttel (7 km) |  |                         |
| Gemeinde Didderse (4 km)    |                            | Rethen (2 km)                |  | Stadt Wolfsburg (24 km) |
| Groß Schwülper (3,5 km)     | Lagesbüttel (4 km)         |                              |  |                         |
|                             |                            |                              |  |                         |
|                             | Stadt Braunschweig (15 km) |                              |  |                         |

### Gemeindegliederung
Ortsteile sind Adenbüttel und Rolfsbüttel. Zu der Gemeinde gehört weiterhin das alleinstehende Gut Warxbüttel.

### Bevölkerung
Am 30. Juni 2005 wohnten in der Gemeinde Adenbüttel 1724 Menschen, davon über die Hälfte im Kernort Adenbüttel. Die Bevölkerungsentwicklung in historischer Zeit ist für alle Teilorte getrennt belegt. Im Ortsteil Adenbüttel entwickelten sich die Zahlen wie folgt:
| Adenbüttel Bevölkerungsentwicklung seit 1821                                                                          | Adenbüttel Bevölkerungsentwicklung seit 1821 | Adenbüttel Bevölkerungsentwicklung seit 1821 | Adenbüttel Bevölkerungsentwicklung seit 1821 | Adenbüttel Bevölkerungsentwicklung seit 1821 | Adenbüttel Bevölkerungsentwicklung seit 1821 | Adenbüttel Bevölkerungsentwicklung seit 1821 | Adenbüttel Bevölkerungsentwicklung seit 1821 |
| Entwicklung | Jahr                                         | Einwohner                                    | Jahr                                         | Einwohner                                    | Jahr                                         | Einwohner                                    |                                              |
| --- | -------------------------------------------- | -------------------------------------------- | -------------------------------------------- | -------------------------------------------- | -------------------------------------------- | -------------------------------------------- | -------------------------------------------- |
| Hier fehlt eine Grafik, die leider im Moment aus technischen Gründen nicht angezeigt werden kann. Wir arbeiten daran! | 1821                                         | 341                                          | 1939                                         | 465                                          | 2000                                         | 1396                                         |                                              |
| Hier fehlt eine Grafik, die leider im Moment aus technischen Gründen nicht angezeigt werden kann. Wir arbeiten daran! | 1871                                         | 422                                          | 1950                                         | 879                                          | 2010                                         | 1753                                         |                                              |
| Hier fehlt eine Grafik, die leider im Moment aus technischen Gründen nicht angezeigt werden kann. Wir arbeiten daran! | 1885                                         | 344                                          | 1961                                         | 692                                          | 2017                                         | 1768                                         |                                              |
| Hier fehlt eine Grafik, die leider im Moment aus technischen Gründen nicht angezeigt werden kann. Wir arbeiten daran! | 1912                                         | 421                                          | 1970                                         | 757                                          |                                              |                                              |                                              |
| Hier fehlt eine Grafik, die leider im Moment aus technischen Gründen nicht angezeigt werden kann. Wir arbeiten daran! | 1925                                         | 405                                          | 1980                                         | 848                                          |                                              |                                              |                                              |
| Hier fehlt eine Grafik, die leider im Moment aus technischen Gründen nicht angezeigt werden kann. Wir arbeiten daran! | 1933                                         | 475                                          | 1990                                         | 1033                                         |                                              |                                              |                                              |
| Hier fehlt eine Grafik, die leider im Moment aus technischen Gründen nicht angezeigt werden kann. Wir arbeiten daran! | Quellen:                                     |                                              |                                              |                                              |                                              |                                              |                                              |

## Geschichte
Der Ort wurde 1226 zum ersten Mal urkundlich erwähnt und gehört zu den Büttel-Ortschaften. Die Edelherren von Meinersen waren in Adenebutle begütert. Sie gaben um 1220 aus ihrem Eigenbesitz einen Hof als Lehen an die Brüder Lüdeger und Wedekind von Gerstenbüttel.
Als eine der ersten Gemeinden in weitem Umkreis führte Adenbüttel 1524 während der Reformationszeit den evangelischen Gottesdienst ein. Dadurch gehört die Kirche in Adenbüttel zu den frühesten evangelischen Predigtstätten in Niedersachsen. Die Kirche St. Marien Adenbüttel wurde 1865/66 im neogotischen Stil erbaut. Der Turm-Unterbau stammt von der Vorgängerkirche von 1619. In der ersten Hälfte des 20. Jahrhunderts bestand ein Kalibergwerk; das Dorf vergrößerte sich. Adenbüttel gehörte bis zum 31. Dezember 2004 zum Regierungsbezirk Braunschweig, der infolge einer Verwaltungsreform mit Ablauf dieses Datums aufgelöst wurde.

### Siedlungswüstungen
In der näheren Umgebung von Adenbüttel befinden sich mehrere Wüstungen, einige davon befinden sich mittlerweile außerhalb der heutigen Gemeindegemarkung. Alle diese Siedlungen fielen zwischen dem 13. und 16. Jahrhundert wüst. Explizit nachweisbar sind:
- „Algesbüttel“, lag nordöstlich von Adenbüttel
- „Arnsbüttel“, lag etwa 800 m südwestlich von Adenbüttel
- „Werckesbuttle“, befand sich an der Stelle des heutigen Gut Warxbüttel. Die Siedlung wurde 1338 erstmals erwähnt, fiel aber nach seiner letzten Erwähnung im Jahr 1418 vermutlich im 15. Jahrhundert wüst. 1850 errichteten die „von Marenholz“ hier ein noch heute erhaltenes Wasserschloss. Es blieb bis 1968 in ihrem Besitz, bevor es an Schulte Uemmingen veräußert wurde.

### Herren von Marenholtz
Aus Chroniken ist zu entnehmen, dass ab 1454 in Adenbüttel ein Kirchenlehen durch „Curd von Marenholtz“ verliehen wurde. Die „von Marenholtz“ hatten schon zu dieser Zeit das Patronatsrecht in Adenbüttel. Nach der Verbindung der Kirchengemeinden Rethen und Adenbüttel in der ersten Hälfte des 16. Jahrhunderts teilten sich die Herren von Rethen (Patronatsrecht in Rethen) und die Herren von Marenholtz das Patronatsrecht in der vereinten Kirchengemeinde. Im Laufe der Zeit ging das Recht jedoch mehr und mehr an die Familie von Marenholtz über. Das Patronatsrecht erlosch erst 1968 mit dem Tod des letzten Patrons (Freiherr von Marenholtz-Nolde) und dem Verkauf des Gutes Warxbüttel.

### Eingemeindungen
Am 1. März 1974 wurde die Nachbargemeinde Rolfsbüttel eingegliedert.

### Ortsname
Frühere Ortsnamen von Adenbüttel waren um 1220 Adenebutle sowie in den Jahren 1343 Adenbutel und 1374 Adenbotele. Im ersten Teil des Ortsnamens findet sich der alte Vorname Ado, Atto, Adon. Dieser Kurzname gehört wahrscheinlich zum gekürzten Stamm athal, germanisch für „Adel“.

## Politik

### Gemeinderat
Der Rat der Gemeinde Adenbüttel setzt sich aus elf Mitgliedern zusammen. Die Ratsmitglieder werden durch eine Kommunalwahl für jeweils fünf Jahre gewählt.
Bei der Kommunalwahl 2021 ergab sich folgende Sitzverteilung:
| Gemeinderat 2021Insgesamt 11 Sitze - SPD: 1 - GfG: 3 - MGA: 5 - ULA: 1 - CDU: 1 |

| Wahljahr | SPD | GfG | ULA | CDU | MGA | Gesamt   |
| --- | --- | --- | --- | --- | --- | -------- |
| 2016 | 6   | 2   | 2   | 1   | --  | 11 Sitze |
| - GfG: Gemeinsam für unsere Gemeinde Adenbüttel-Rolfsbüttel - ULA: Unabhängige Liste Adenbüttel - MGA: Mehr Generationen für Adenbüttel |     |     |     |     |     |          |

### Wappen
Blasonierung: „In Blau eine goldene Kapelle mit Glockenturm an der Frontseite, begleitet von einer goldenen „1226“, belegt mit einem aus roten Schildfuß wachsenden grünen Eichenstamm, aus dem fünf Eichenblätter und vier Eicheln sprießen.“
Das Wappen wurde 1976 zum offiziellen Wappen der Gemeinde Adenbüttel erklärt und soll die Geschichte des Ortes darstellen. Die Zahl 1226 stellt die erste urkundliche Nennung dar. Die Darstellung der Kirche erinnert daran, dass Adenbüttel während der Reformation 1524 als erste Gemeinde in weitem Umkreis den evangelischen Gottesdienst einführte, wodurch Adenbüttel regionalgeschichtliche Bedeutung erlangte. Die grüne Eiche symbolisiert die früher vorherrschende Land- und Forstwirtschaft. Die Wurzeln der Eiche beziehen sich auf eine frühere Zersplitterung der Gemeinde, der Stamm deren Überwindung und ihr späteres Zusammenwachsen.

## Kultur und Sehenswürdigkeiten
Adenbütteler Mühle
Die Adenbütteler Mühle ist eine 1872 erbaute Holländerwindmühle. Sie befindet sich etwa auf halbem Weg zwischen Adenbüttel und Rethen. Bereits 1867 versuchte ein Müller die Genehmigung für den Bau einer Mühle zwischen Adenbüttel und Rethen zu erhalten. Die Genehmigung wurde jedoch auf Betreiben der anderen Müller verweigert, da diese sich um die Existenz ihrer eigenen Mühlen sorgten. Erst ein neuer Müller erhielt schließlich 1871 die Genehmigung und vollendete bis 1872 den Bau. Die Mühle wechselte in den folgenden Jahren mehrmals den Besitzer und wurde im Laufe der Zeit um eine Dampfmaschine und mehrere Schuppen erweitert. 1923 wurde zusätzlich ein großzügiger Mühlenneubau mit vier Walzenstühlen und ein Lagerhaus erbaut. Die Mühle wurde mehrmals verpachtet und verkauft, bevor der letzte Besitzer sie 1965 stilllegte. Nachdem die Mühle lange stillstand und verfiel, wurde sie in den 1990er Jahren restauriert und zu einem Wohnhaus umgebaut.

### Prämierungen des Ortes
- 1967 erreichte der Ort Adenbüttel den zweiten Platz bei der Aktion „Unser Dorf soll schöner werden“ des Landes Niedersachsen.

### Vereine
- Gesangsverein
- Schützenverein
- Junge Gesellschaft Adenbüttel
- MTV Adenbüttel e. V.: Sportverein inkl. Förderkreis Adenbüttels Neue Sporthalle kurz FANS
- FSV Adenbüttel Rethen: Gegründet am 29. April 2006 als Zusammenschluss der Fußballsparten des TSV Rethen und des MTV Adenbüttel.
- Jugendfeuerwehr: Überregional bekannt wurde die 1975 gegründete Jugendfeuerwehr 1989 durch die Teilnahme bei den Jugendfeuerwehrwettbewerben des Landes Niedersachsen. In den folgenden Jahren erzielte die Jugendfeuerwehr weitere Erfolge als Niedersachsenmeister, Deutscher Vizemeister, Deutscher Meister und Bundesqualifikation zum Internationalen Wettbewerb.

### Regelmäßige Veranstaltungen
- Kindermaskerade
- Dorfgemeinschaftsabend und Kameradschaftsabend (immer im jährlichen Wechsel)
- Osterfeuer immer am Karsamstag
- Schützenfest
- Oldtimertreffen
- Thibergmarkt
- Lebendiger Adventskalender

## Wirtschaft und Infrastruktur

### Bergbau
In der ersten Hälfte des 20. Jahrhunderts bestand ein Kalibergwerk in Adenbüttel. Zudem wurden 1960/61 in den Flurstücken „Auf der Heide“ und „Armbüttel“ Erzbohrungen durchgeführt.

### Öffentliche Einrichtungen
- Feuerwehr und Zivilschutz: Sowohl Adenbüttel als auch der Ortsteil Rolfsbüttel verfügen jeweils über eine eigene Freiwillige Feuerwehr. Die Adenbütteler Feuerwehr wurde 1883 gegründet. Ihre Jugendfeuerwehr tritt häufig auf nationalen Wettbewerben der Jugendfeuerwehren auf und hat bereits mehrere Titel errungen.

### Bildung
- Kindergarten
- Schule: Bereits 1953 wurde eine dreiklassige Schule in Adenbüttel errichtet. Diese wurde jedoch 1978 wieder geschlossen.[11] Erst seit Mitte der 1990er hat Adenbüttel wieder eine Grundschule. Danach besuchen die Kinder und Jugendlichen aus dem Ort weiterführenden Schulen in Meine, Gifhorn und Braunschweig.